# Défilé des alebrijes de Mexico

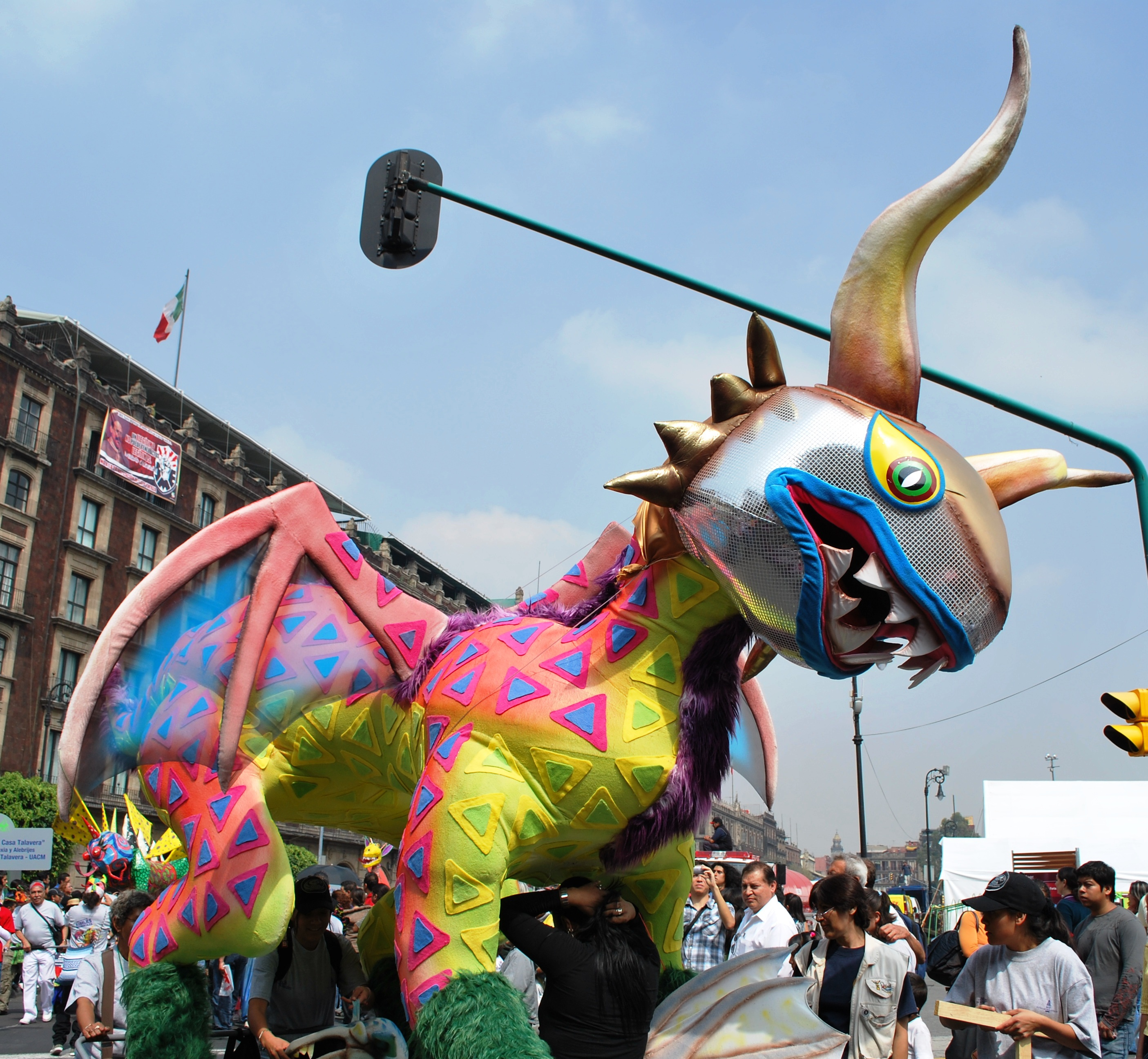
Alebrije nommé Alebrije Luchador lors de l'édition 2009 sur le Zocalo.

Le défilé des alebrijes de Mexico est un événement annuel destiné à rendre hommage à l'artisanat et l'art populaire mexicains (en), en particulier un type de papier-mâché dur appelé « Cartonería » et à la création de personnages fantastiques appelés « alebrijes ». Les alebrijes sont des créatures semblables à des chimères attribuées à l'artisan Pedro Linares, peint dans des couleurs vives. Celles du défilé sont plus grands que tout ce que Linares a créé, jusqu’à quatre mètres de hauteur et trois mètres de largeur. Le défilé commence le samedi à midi, fin octobre, dans le centre historique de Mexico. Les créatures géantes sont accompagnées de musiciens, de clowns, de personnages costumés, etc., ce qui confère à l’événement une atmosphère de carnaval. Après le défilé, les créations sont jugées et récompensées avec des prix. Il existe également des compositions littéraires et musicales connexes.

## Le défilé

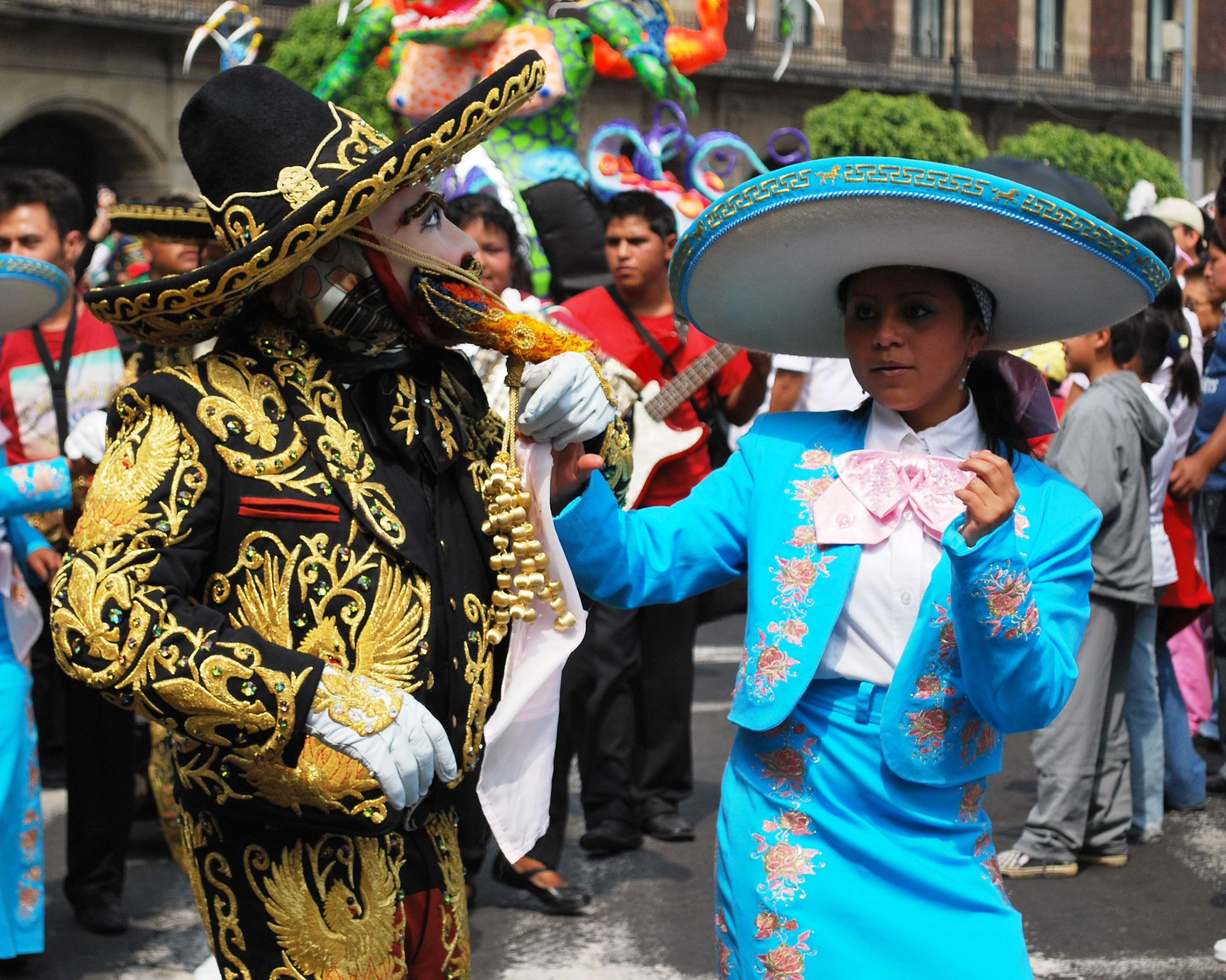
Le groupe de danse folklorique « Aguas Vivas » au défilé de 2009

L'événement est également connu sous le nom de La Noche de los Alebrijes (la nuit des Alebrijes) et de Desfile y Concurso de Alebrijes Monumentales del MAP (Défilé et concours des alebrijes monumentales),, Le défilé et le concours sont organisés par le Museo de Arte Popular, en collaboration avec les secrétariats fédéral et municipal de la culture, les autorités du centre historique de Mexico, le Secrétariat à la Culture du Mexique, l'Association des amis du MAP et la société BBDO, Il a pour but de rendre hommage à l'artisanat et aux arts populaires mexicains, en particulier la cartería (sorte de papier mâché très dur), afin de lui redonner de la valeur dans la société moderne,. Au printemps ou au début de l'été, le Museo de Art Popular lance un appel ouvert aux participants, invitant des artistes et artisans individuels ainsi que des musées, des galeries, des hôtels, des restaurants, des entreprises et des institutions publiques et privées,. Les artisans notables qui ont participé comprennent Arturo Caballero Arroyo, Ricardo Hernandez, Esteban G. Vargas, Laila Yamille Sabag, Enriqueta Landgrave Zamora et Fabián Hernandez. Les alebrijes sont parrainés par des organisations telles que la CONACULTA, El Taller Los Olvidados, le Faro de Oriente (es), Arte en Papel, le Centre culturel Xavier Villarrutia, Librarte, Arte Mexicano para el Mundo et le Secrétariat à la culture de Mexico.

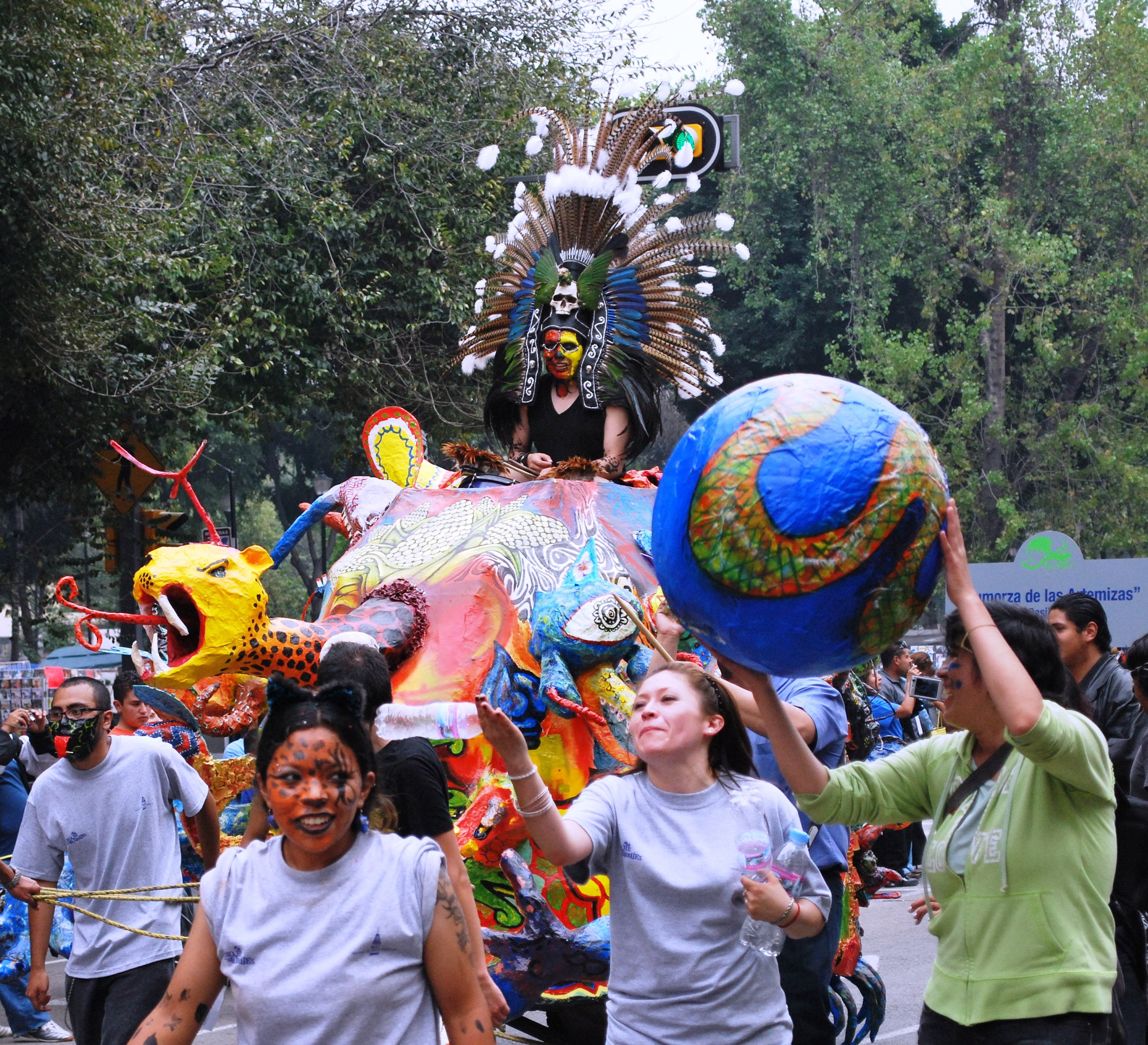
Participants tirant l'un des alebrijes monté par un participant en costume aztèque.

La parade commence à midi un samedi, fin octobre, avec environ 400 policiers en uniforme nécessaires pour dégager le parcours et maintenir l'ordre. L'itinéraire passe les alebrijes dans le centre historique de Mexico, de la place principale ou Zocalo, au Paseo de la Reforma jusqu'à l’ Ángel de la Independencia. Des milliers de personnes, principalement des enfants et leurs parents, s'alignent sur les 5,5 kilomètres du parcours du défilé pour voir les créations,. Les alebrijes sont accompagnés par des groupes musicaux tels que le groupe symphonique de la marine, des clowns, des personnages sur des échasses et en costume, des pom-pom girls, des acrobates, des lutteurs de lucha libre et d'autres encore pour créer une atmosphère de carnaval,. En plus des alebrijes, apparaissent d'autres effigies de Cartonería telles que La Catrina, 30 crânes décorés de couleurs vives (liés au Jour des Morts ) ainsi que des effigies de Judas (normalement fabriquées pour le Samedi saint) en hommage aux utilisations traditionnelles de cet artisanat.
À la fin du défilé, les alebrijes sont exposés sur les trottoirs du Paseo de la Reforma, entre l’Ángel de la Independencia et la statue de Diane Chasseresse, qu’on peut voir et juger jusqu’à début novembre, Les prix pour les meilleurs alebrijes sont 50 000, 30 000 et 20 000 pesos mexicains (respectivement 1 407, 938 et 469 euros en 2019) pour les première, deuxième et troisième places.
Outre les alebrijes elles-mêmes, il existe deux concours littéraires connexes et un concours musical. Les concours littéraires appelés Concurso de Cuento sobre Alebrijes (concours de comtes sur les alebrijes) et Concurso de Obra de Teatro para Títeres sobre Alebrijes (concours de pièces de théâtre de marionnettes sur les albrijes). Le concours littéraire est ouvert aux écrivains mexicains et étrangers résidant au Mexique. Les œuvres sont écrites en espagnol ou dans une langue autochtone du Mexique. Une traduction en espagnol est disponible. Le travail doit être original et créé pour l'événement. Il y a également des premier, deuxième et troisième prix pour chacune de ces compétitions, soit 40 000, 30 000 et 20 000 pesos mexicains (respectivement 1 875, 1 407 et 938 euros en 2019), les gagnants étant sélectionnés par vote du public,. Le concours de composition musicale est appelé Concurso de Música sobre Alebrijes. Il attribue également des prix à la meilleure composition de musique de fanfare. L'événement musical a eu des juges tels que Silvia Navarrete González, Betty Luisa Zanolli Fabila et Gustavo Rivero Weber.

## Histoire

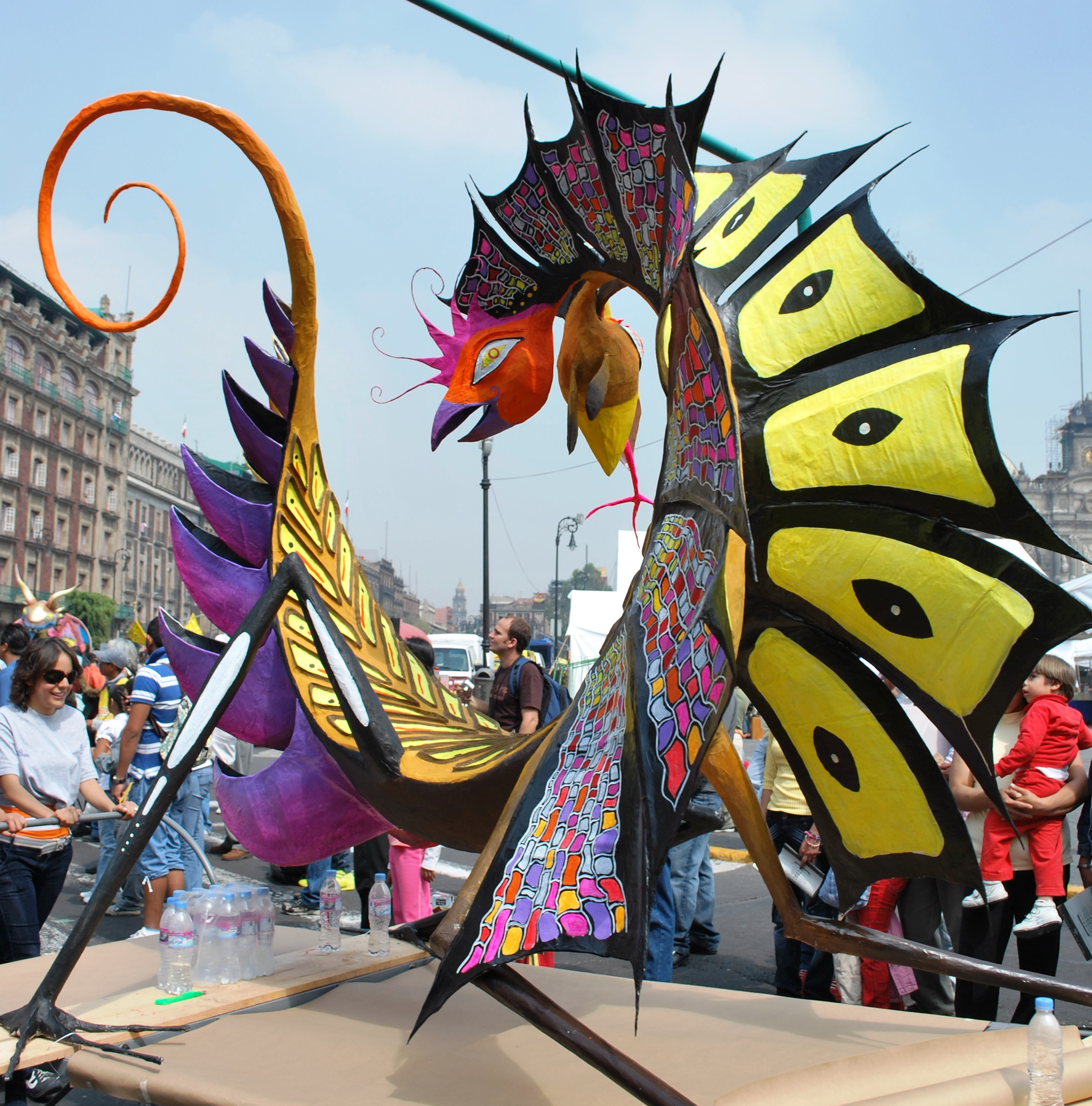
Alebrije nommé Coleccionista de Miradas ou Gaze Collector

L'événement annuel est lancé en 2007 par le Museo de Arte Popular (MAP) dans le but d'instaurer une tradition à Mexico liée à la valorisation de l'artisanat et des arts populaires mexicains,. La raison pour laquelle les alebrijes sont choisis pour l'événement est que leurs formes et leurs couleurs sauvages créent une surprise pour les Mexicains et les étrangers, selon le directeur du Museo de Arte Popular, Walther Boelsterly. Parmi les premiers participants figurent Arturo Caballero, Felipe Linares et Arte en Papel. À ce jour, le défilé a réussi à devenir une tradition pour octobre, peu de temps avant le jour des morts
Chaque année depuis sa fondation, l'événement s'est développé. Au cours des quatre premières années, 392 alebrijes sont créés pour l'événement et 3 600 personnes participent à leur création. La première année voit la participation de plus de quarante alebrijes, avec des tailles allant de trente centimètres à quatre mètres de hauteur. Ce nombre est passé à plus de 80 en 2008, plus de 200 en 2010, à peu près autant en 2011,,. À peu près le même nombre d’albrijes participe en 2012, mais environ 6 600 personnes créent les alebrijes pour cette seule année. Au cours de ses quatre premières années, le défilé rassemble plus de sept millions de spectateurs en direct ou à la télévision et six millions d'entre eux en 2011,. Les créations atteignent une hauteur de 4,2 mètres et une largeur trois mètres, transportés à l'événement par leurs créateurs. Il y a eu des cas où l'alebrije résultant est si gros et si lourd que les participants ne peuvent pas l'amener au défilé ni à l'exposition qui le suit,.
Lors de la création de l'événement en 2007, deux autres compétitions pour la création de nouvelles et de spectacles de marionnettes sur les alebrijes sont également lancées. Un concours musical est ajouté en 2008. En 2011, il y a 95 entrées littéraires: soixante-dix-sept nouvelles et dix-huit scripts de pièces de théâtre
En 2010, l'événement a pour thème les héros de la guerre d'indépendance et de la révolution mexicaines, dont le 200e anniversaire de l'indépendance et 100e anniversaires de la révolution qui sont célébrés cette année-là,. Les alebrijes comprenaient les visages de Miguel Hidalgo, Ignacio Allende, José María Morelos et Pavón, Francisco Villa, Emiliano Zapata, Victoriano Huerta, Porfírio Díaz, Agustín de Iturbide et d'autres encore. Les gagnants sont « La Patria es Primero » d'Alejandro Camacho Barrera à la première place, « Si Adelita se fuera con otro de Daniel Macias Camacho à la deuxième place et El Masiosare de Hugo Orozco Flores à la troisième place,.
Le succès de l'événement donne lieu à un événement similaire à l'Instituto Politécnico Nacional (IPN) en 2011 à l'intention des étudiants et des professeurs. La différence avec cet événement est que les alebrijes ont des pièces robotiques mobiles, des lumières et plus, mais avec le même objectif de promouvoir l’artisanat mexicain. La même année, trois de ces alebrijes robotiques appelés Agui-burro, P-Esime Pezadilla et Cyber-burro participent également participé à la manifestation MAP,.

## Les alebrijes

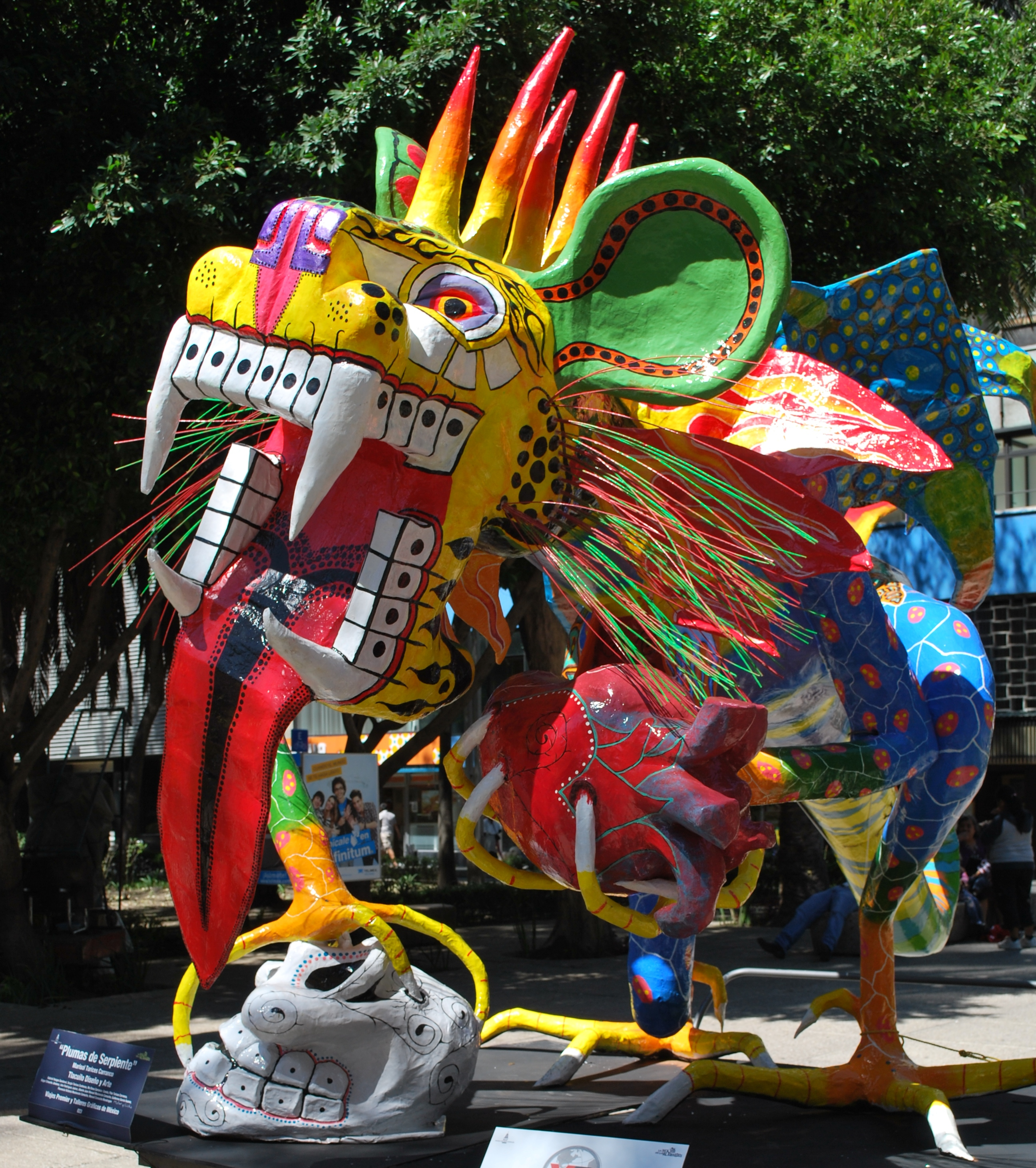
Alebrije nommé Plumas de Serpiente (plumes de serpent) exposé au Paseo de la Reforma en 2011

Les alebrijes monumentaux de la parade sont inspirés de ceux attribués à l'artisan Pedro Linares, qui a commencé à créer de fantastiques créatures aux couleurs vives, ressemblant à des chimères, après les avoir rêvées. Ils combinent généralement des éléments d'animaux réels et fantastiques ainsi que des humains, notamment des visages, des ailes, des cornes, des sabots, de multiples têtes, des queues et bien plus encore. Il n'y a pas deux alebrijes exactement pareils (arthistory). Les alebrijes sont généralement fabriqués avec une technique appelée cartonería, un type de papier mâché très dur, bien que d’autres matériaux puissent également être utilisés. La différence est que ces alebrijes sont bien plus volumineuses que tout ce que Linares n'a jamais fabriqué, avec des tailles allant jusqu'à quatre mètres de hauteur et trois mètres de largeur. Le sculpteur mexicain Ricardo Linares a participé à des créations telles qu'un dragon chinois à tête d'escargot, des griffes d'aigle et des tentacules de pieuvre. Il faisait trois mètres de haut, quatre mètres de long, 2,5 mètres de large et pesait plus de 350 kilogrammes. Il a été fabriqué avec du papier, de la fibre de verre et de la résine.
Les créatures ne sont pas aussi effrayantes que fantastiques. Elles ont généralement un rêve de qualité et leur apparence ainsi que leur nom sont supposés transmettre une émotion ou une attitude. Ces alebrijes incorporent des éléments du mythe pré-hispanique avec des images d'Europe, d'Asie et d'Afrique. Les noms donnés aux créations sont généralement fantaisistes tels que El malévolo (Le Malin), Señor Mariposa (M. Papillon), Por si las moscas (au cas où les mouches), Jejete, Viaje alegre al Viento (voyage heureux au vent) ou encore Dragón de la Esperanza (Dragon de l'espoir), ainsi que des noms de Nahuatl tels que Tepitecac, Xolotl et Ehecatl,.
Ils sont créés dans des ateliers locaux et transportés à l'événement par leurs créateurs. L’un des principaux problèmes rencontrés par les futurs participants est d’obtenir un parrainage pour la création de pièces monumentales. La création des pièces est chère. Les plus petits peuvent coûter en moyenne dix mille pesos. Pour un albrije de plus de quatre mètres, le coût est compris entre cinquante mille et soixante-dix mille pesos, car des cadres en métal doivent être utilisés avec du papier, de la peinture et d'autres matériaux.